# جاکایا کی‌کوته
جاکایا مریشو کی‌کوته (به انگلیسی: Jakaya Mrisho Kikwete) (متولد ۷ اکتبر ۱۹۵۰) سیاستمدار باسابقه و رئیس‌جمهور تانزانیا از دسامبر ۲۰۰۵ تا ۵ نوامبر ۲۰۱۵ است.
پیش از این، وزیر امور خارجه از سال ۱۹۹۵ تا ۲۰۰۵ در کابینهٔ بنجامین امکاپا بود. وی همچنین از ۳۱ ژانویه ۲۰۰۸ تا ۲ فوریه ۲۰۰۹ به عنوان  رئیس اتحادیه آفریقا منصوب شد.
کی‌کوته بعد از ریاست جمهوری امکاپا در تانزانیا، در انتخابات ریاست جمهوری ۲۱ دسامبر ۲۰۰۵ از حزب CCM با کسب ۸۰ درصد آرا به عنوان رئیس جمهور تانزانیا معرفی شد. وی در انتخابات ریاست جمهوری سال ۲۰۱۰، با کسب ۶۱٫۱۷ درصد آراء در مقابل رقیبان و مخالفان اصلی اش «ویلیام سلاا»، کشیش پیشین و «ابراهیم لیپومبا» از حزب (CUF)، پیروز شد تا برای یک دوره ۵ ساله دیگر بر این سمت باشد.
کیکوته سیاست‌های اقتصادی ثابت و رشد اقتصادی مناسبی را در تانزانیا ایجاد کرده‌است، اما کارشناسان معتقدند که نتوانسته به فساد در این کشور پایان دهد. تانزانیا نسبت به همسایگان خود در منطقه از ثبات اقتصادی مناسبی برخوردار است و از سال ۱۹۹۲، سه دوره انتخابات ریاست جمهوری چند حزبی را برگزار کرده‌است.